# Pleias (albedo)
Pleias  è una caratteristica di albedo della superficie di Mercurio.